# Місто, де немає лиш мене
Місто, де немає лише мене (яп. 僕だけがいない街, боку даке ґа інай мачі, англ. Erased) — манґа Кей Самбе, яка видавалася компанією Kadokawa Shoten у журналі Young Ace з 4 червня 2012 року до 4 березня 2016 року. За манґою студією A-1 Pictures створений аніме-серіал, який транслювався на програмному блоці Noitamina телеканалу Fuji TV з 8 січня до 25 березня 2016 року. 19 березня 2016 року за мотивами оригінального твору вийшов ігровий фільм. Ігровий серіал від компанії Netflix з'явився 15 грудня 2017 року.
Спіноф манґи, що розповідає про життя друзів Сатору, публікувався з 4 червня до 4 листопада 2016 року. З листопада 2015 до березня 2016 року в журналі Bungei Kadokawa компанії Kadokawa видавалася серія романів, створених Хаджіме Ніномае як спін-оф оригінальної роботи.

## Сюжет
Історія розповідає про хлопця на ім'я Сатору Фуджінума, який володіє здатністю, що повертає його в минуле перед інцидентами, які загрожують чийомусь життю, що дає змогу Сатору попередити смерть. Коли одного дня невідомий нападник вбиває матір Сатору у його будинку і головна підозра поліції падає на хлопця, здатність Сатору раптово відправляє його на вісімнадцять років у минуле, у часи, коли той ще навчався в початковій школі, даючи йому змогу попередити смерть матері і водночас запобігти серії викрадень, яка забрала життя трьох його друзів дитинства — двох однокласників і дівчинки із сусідньої школи. Тому для початку він приймає рішення попри що врятувати Кайо Хінадзукі, його самотню однокласницю і першу з трьох жертв викрадень.

## Персонажі
Сатору Фуджінума (яп. 藤沼 悟, Фуджінума Сатору)
Сейю: Шінносуке Міцушіма (дорослий), Тао Цучія (у дитинстві) (оригінал), Бен Діскін (дорослий), Мішель Рафф (у дитинстві) (англійський дубляж)
Актор: Тацуя Фуджівара (дорослий, фільм), Цубаса Накаґава (у дитинстві, фільм), Юкі Фурукава (дорослий, теледрама), Рео Учікава (у дитинстві, теледрама)
29-річний манґака, який паралельно працює неповний робочий день кур'єром в піцерії Oasi Pizza. Коли він ще був дитиною, його з матір'ю покинув батько. Володіє здатністю, що повертає його в минуле перед інцидентами, які загрожують чийомусь життю, що дає змогу Сатору попередити смерть. Після того, як його матір, що стала свідком спроби викрадення дитини, вбиває серійний викрадач дітей, спрацьовує здатність Сатору, повертаючи хлопця на 18 років у минуле, до приблизно того ж часу, коли цей ж викрадач вбив двох дівчаток і хлопчика, двоє з яких були однокласниками Фуджінуми. Сатору зрештою вдається зірвати початкові плани вбивці і врятувати дітей, за що викрадач на знак помсти намагається втопити хлопця в замерзлому озері. Сатору приходить до тями з коми через 15 років і розуміє, що втратив деякі зі своїх спогадів, зокрема особистість викрадача. Втім, пізніше йому вдається відновити втрачені спогади і остаточно зупинити Яшіро.
Айрі Катаґірі (яп. 片桐 愛梨, Катаґірі Аірі)
Сейю: Чінацу Акасакі (оригінал), Черамі Лі (англійський дубляж)
Актор: Касумі Арікума (фільм), Міо Юкі (теледрама)
Учениця старшої школи і привітлива колега Сатору в Oasi Pizza. Декілька разів ставала свідком дивовижних випадків, коли Сатору вдавалося рятувати людей. Айрі стала однією з небагатьох, хто продовжив йому вірити, коли того було звинувачено у вбивстві власної матері, що також поставило її саму під загрозу — викрадач влаштовує пожежу в її домі. У манзі саме завдяки Айрі Сатору вдається відновити свої втрачені спогади. У міру розвитку подій Сатору приймає той факт, що він ніколи не зустрінеться з Айрі в майбутньому, проте наприкінці історії вони несподівано возз'єднуються під мостом.
Кайо Хінадзукі (яп. 雛月 加代, Хінадзукі Кайо)
Сейю: Аой Юкі (оригінал), Стефані Ше (англійський дубляж)
Актор: Ріо Судзукі (фільм), Рінка Какіхара (теледрама)
Однокласниця Сатору в початковій школі і одна з жертв серії викрадень, які сталися 18 років назад. Втім, завдяки здатності повертатися в минуле Сатору подружився з Кайо і зробив так, щоб вона не була самотньою, що зруйнувало план її викрадення. У дитинстві страждала від жорстокого поводження від рук власної матері. Жила з бабусею після того, як Служба захисту дітей забрала її від матері. Коли Сатору приходить до тями з коми, Кайо вже вийшла заміж за Хіромі, взявши його прізвище, і народила сина Мірай. Кайо і Хіромі переймалися про те, чи є правильним бути щасливими в той час, коли Сатору перебуває в комі, проте Сатору сприйняв їхнє рішення позитивно.
Сачіко Фуджінума (яп. 藤沼 佐知子, Фуджінума Сачіко)
Сейю: Мінамі Такаяма (оригінал), Сара Кравенс (англійський дубляж)
Актор: Юріко Ішіда (фільм); Томока Куротані (теледрама)
Матір Сатору і колишня дикторка новин. Чоловік покинув її за багато років до початку подій серіалу, через що вона була змушена виховувати Сатору самостійно. Володіє гострим зором і швидко помічає будь-які нетипові речі. Незважаючи на те, що вона знала про нерозкриту справу серійних викрадень у своєму місті, Сачіко вирішила ніколи не торкатися цієї теми у розмовах зі своїм сином, щоб, як вона вважала, захистити його. Втім, після того, як вона впізнає вбивцю під час його спроби викрадення дитини, викрадач вбиває Сачіко, що стає причиною спрацювання здатності Сатору. У новій хронології Сатору, будучи дитиною, стає частіше висловлювати свою вдячність Сачіко. Пізніше, коли Сатору впадає в кому, Сачіко щодня відвідує сина.
Кен'я Кобаяші (яп. 小林 賢也, Кобаяші Кен'я)
Сейю: Йо Тайчі, Тасуку Емото (дорослий) (оригінал), Еріка Мендес, Ксандер Мобс (дорослий) (англійський дубляж)
Актор: Сейджі Фукуші (фільм); Джін Шірасу (теледрама)
Однокласник Сатору в початковій школі. Має сильне сильне почуття справедливості і є досить дорослим як для свого віку. Має проникливий погляд і тому досить швидко помічає, як Сатору став поводитися по-дорослому після того, як той повернувся назад у часі. Кен'я докладає немало зусиль, щоб допомогти Сатору зупинити можливі викрадення. Пізніше стає юристом і продовжує пошуки справжнього викрадача навіть після 15 років, що пройшли з моменту впадання Сатору в кому.
Хіромі Суґіта (яп. 杉田 広美, Суґіта Хіромі)
Сейю: Акарі Кіто, Ацуші Тамару (дорослий) (оригінал), Крістін Марі Кабанос, Кайл Маккарлі (дорослий) (англійський дубляж)
Актор: Кайрі Джьо
Однокласник Сатору в початковій школі. Хоча він є хлопчиком, має досить сильні жінкоподібні риси. Жертва серії викрадень, був убитий, щоб змусити поліцію думати, що підозрюваний не знав, що Хіромі був хлопцем. Допомагав Сатору у спробі зупинити викрадення. 15 років по тому одружився з Кайо і в них народився син Мірай. Вони обоє переймалися про те, чи є правильним бути щасливими в той час, коли Сатору перебуває в комі, проте Сатору сприйняв їхнє рішення позитивно.
Осаму (яп. 修)
Сейю: Аяка Нанасе (оригінал), Раян Бартлі (англійський дубляж)
Однокласник Сатору в початковій школі.
Кадзу (яп. カズ)
Сейю: Юкітоші Кікучі (оригінал), Боббі Тхонг (англійський дубляж)
Однокласник Сатору в початковій школі. Набагато вищий і повніший, ніж інші друзі Сатору. Хоча Кадзу не відіграє ніякої ролі в порятунку Кайо, пізніше саме він рятує Аю.
Ая Наканіші (яп. 中西 彩, Наканіші Ая)
Сейю: Саяка Канеко (оригінал), Коріна Беттгер (англійський дубляж)
Ідеальна учениця початкової школи Ідзумі, яка розташована поряд з початковою школою, у якій навчається Сатору. Одна з жертв серії викрадень. Подружилася з друзями Сатору завдяки знайомству з Кадзу, що зрештою попередило її викрадення.
Джюн Шіраторі (яп. 白鳥 潤, Шіраторі Джюн)
Сейю: Такахіро Мідзушіма (оригінал), Макс Міттелман (англійський дубляж)
Актор: Кенто Хаяші (фільм); Масато Яно (теледрама)
Заїкуватий працівник доставки їжі, який живе у рідному місті Сатору і який часто розмовляє із самотніми учнями поряд зі своїм домом. У дитинстві вони із Сатору грали паперовими літаками. Через те, що він часто радив самотнім дітям бути більш «хоробрими» і заводити більше друзів, його називають «Юкі-саном» (від яп. 勇気 юкі — «хоробрість», «відвага», «сміливість»). Звинувачений у викраденнях та вбивстві трьох учнів початкової школи і засуджений до смертної кари. В альтернативній хронології, відкривши власний бізнес, переїжджає у країну в Південно-Східній Азії, одружується і має дітей.
Ґаку Яшіро (яп. 八代 学, Яшіро Ґаку)
Сейю: Міцуру Міямото (оригінал), Девід Коллінз (англійський дубляж)
Актор: Шіґеюкі Тоцуґі
Класний учитель Сатору в школі. Певним чином заміняв хлопцеві батька. Пізніше з'ясовується, що він є справжнім викрадачем і серійним убивцею. Носить чорні шкіряні рукавиці і має звичку постукувати вказівним пальцем по твердій поверхні (по керму, стіні, інвалідному візку Сатору тощо). Після того як Сатору руйнує плани викрадення, Ґаку намагається втопити Сатору, відправивши закритого у власному автомобілі хлопця в замерзле озеро. Сатору виживає, проте на 15 років потрапляє в кому. Через 15 років після цього інциденту з'ясовується, що Ґаку став політиком і змінив своє ім'я на Манабу Нішідзоно, яке належало одній із його жертв. Пізніше він розповідає, що його одержимість до вбивств з'явилася в дитинстві, коли його старший брат змушував його допомагати ґвалтували молодих дівчат. Після того, як його брата випадково вбила одна з його жертв, Яшіро, як він заявив, відкрив здатність бачити павутини над головами інших людей, які якщо перерізати, то людина скоїть самогубство. Він став одержимим тим, що завдяки власній силі може вбивати інших людей, і тому вирішив використати власних учнів та інших дітей як піддослідних. Зрештою, викритий Сатору та арештований, зізнається у скоєні понад 30 вбивств і засуджений до смертної кари.
Акемі Хінадзукі (яп. 雛月 明美, Хінадзукі Акемі)
Сейю: Акемі Окамура (оригінал), Керрі Керанен (англійський дубляж)
Актор: Тамае Андо (фільм); Норіко Еґучі (теледрама)
Матір Кайо, знущається над своєю дочкою. Хоча спочатку існують натяки на те, що вона має якийсь стосунок до зникнення і вбивства Кайо, насправді, окрім приховування факту зникнення Кайо, вона не брала в цьому інциденті участі. Пізніше з'ясовується, що Акемі жорстоко поводилася з Кайо, тому що сама страждала від домашнього насильства з боку свого чоловіка в молодості та коханців пізніше. Її позбавляють батьківських прав після викриття фактів насильства над власною дочкою і Кайо поліція віддає під опіку бабусі, матері Акемі.
Місато Янаґіхара (яп. 柳原 美里, Янаґіхара Місато)
Сейю: Хіна Кіно (оригінал), Мела Лі (англійський дубляж)
Однокласник Сатору і Кайо. У початковій школі сильно недолюблювала Кайо і тому всіляко намагалася знущатися над нею. Одного дня гроші на обід, зібрані усіма учнями класу, зникли. Місато звинуватила в крадіжці Кайо, проте за останню рішуче заступився Сатору. Після цього Місато перестала знущатися над Кайо і стала відстороненою від решти однокласників, що робило її потенційною заміною оригінальних жертв. Тому коли Сатору вирішує слідувати, як йому здається, за викраденою Місато, то сам потрапляє до рук викрадача.
Кумі Кітамару (яп. 北丸 久美, Кітамару Кумі)
Сейю: Рейка Уяма
Актор: Мію Андо

Дев'ятирічна пацієнтка, хвора лейкемією. Лікувалася в тій ж лікарні, що і Сатору. Очікує на операцію з пересадки кісткового мозку від старшої сестри. Під час проходження Сатору фізичної терапії, заохочує того старатися сильніше. Ґаку планував вбити її, підставивши Сатору. Проте він недооцінив хлопця і був спійманий поліцією до втілення свого плану в життя. Через рік Кумі повністю видужала і має плани поїхати в літній табір.

## Медіа

### Манґа
Манґа написана манґакою Кей Самбе і виходила в журналі Young Ace видавництва Kadokawa Shoten з липня 2012 року до квітня 2016 року. Перший із семи (станом на 26 грудня 2015 року) том у форматі танкобону виданий в Японії 26 січня 2013 року. Компанія Yen Press отримала ліцензію на публікацію манґи англійською мовою і видала перший том у лютому 2017 року. У Франції манґа ліцензована компанією Ki-oon. Також Санбе створив спін-оф оригінальної манґи під назвою Boku dake ga Inai Machi: Re, який виходив у Young Ace з 4 червня до 4 листопада 2016 року. Спін-оф розповідає про життя друзів Сатору після того, як той вийшов з коми.
У березні 2024 року видавництво MAL'OPUS оголосило про видання манґи українською мовою.

### Список томів
| - 01. "Life Flashing Before Your Eyes, May 2006" (яп. 走馬灯 2006.05, Sōmatō 2006.05) - 02. "Death Row Convict, May 2006" (яп. 死刑囚 2006.05, Shikeishū 2006.05) - 03. "Grim Reaper, May 2006" (яп. 死神 2006.05, Shinigami 2006.05) | - 04. "Attempted Kidnapping, May 2006" (яп. 誘拐未遂 2006.05, Yūkai-mizui 2006.05) - 05. "The True Culprit, May 2006" (яп. 真犯人 2006.05, Shinhanin 2006.05) - 06. "Fugitive, February 1988" (яп. 逃亡者 1988.02, Tōbōsha 1988.02) |

| - 07. "Lost Time, February 1988" (яп. 失われた時間 1988.02, Ushinawareta Jikan 1988.02) - 08. "The Town Within Me, February 1988" (яп. 私だけがいない街 1988.02, Watashi dake ga Inai Machi 1988.02) - 09. "The Beginning of Failure, February 1988" (яп. 失敗の始まり 1988.02, Shippai no Hajimari 1988.02) | - 10. "Christmas Tree, February 1988" (яп. クリスマスツリー 1988.02, Kurisumasu Tsurī 1988.02) - 11. "Repeated Scene, February 1988" (яп. くり返す光景 1988.02, Kurikaesu Kōkei 1988.02) - 12. "Birthday Party, March 1988" (яп. バースデー・パーティー 1988.03, Bāsudē Pātī 1988.3) |

| - 13. "Whiteout, March 1988" (яп. ホワイトアウト 1988.03, Howaitoauto 1988.03) - 14. "Under Siege, May 2006" (яп. 四面楚歌 2006.05, Shimensoka 2006.05) - 15. "I Want to Believe, May 2006" (яп. 信じたい 2006.05, Shinjitai 2006.05) | - 16. "Mother, May 2006" (яп. 母親 2006.05, Hahaoya 2006.05) - 17. "Slight Clue, May 2006" (яп. 僅かな手がかり 2006.05, Wazukana Tegakari 2006.05) - 18. "Time for Farewell, May 2006" (яп. 別れの時 2006.05, Wakare no Toki 2006.05) |

| - 19. "Last Chance, February 1988" (яп. ラストチャンス 1988.02, Rasuto Chansu 1988.02) - 20. "Superhero, February 1988" (яп. 正義の味方 1988.02, Seigi no Mikata 1988.02) - 21. "Hiding Place, March 1988" (яп. 隠れ家 1988.03, Kakurega 1988.03) | - 22. "Refuge, March 1988" (яп. カクレガ 1988.03, Kakurega 1988.03) - 23. "Going Outside the Loop, March 1988" (яп. 輪の外へ 1988.03, Wa no Soto e 1988.03) - 24. "Mother and Mother, March 1988" (яп. 母と母と 1988.03, Haha to Haha to 1988.03) |

| - 25. "'Back Then' Doesn't Exist Anymore, March 1988" (яп. 「あの頃」はもう無い 1988.03, "Ano Koro" wa Mō Nai 1988.03) - 26. "Miscarriage of Justice, March 1988" (яп. 冤罪事件 1988.03, Enzai Jiken 1988.03) - 27. "Abduction, March 1988" (яп. 誘拐の条件 1988.03, Yūkai no Jōken 1988.03) | - 28. "Welcome Home, March 1988" (яп. おかえりなさい 1988.03, Okaerinasai 1988.03) - 29. "I'll Be Right Beside You, March 1988" (яп. すぐ側にいる 1988.03, Sugusoba ni Iru 1988.03) - 30. "Hunch, March 1988" (яп. 確信めいた予感 1988.03, Kakushin-meita Yokan 1988.03) |

| - 31. "Defeat, March 1988" (яп. 敗北 1988.03, Haiboku 1988.03) - 32. "The Spider's Thread, October 1971 – April 1987" (яп. 蜘蛛の糸 1971.10～1987.04, Kumo no Ito 1971.10–1987.04) - 33. "Waking, August 2003" (яп. 目覚め 2003.08, Mezame 2003.08) | - 34. "The Locked Door, August 2003 – February 2004" (яп. 閉ざされた扉 2003.08～2004.02, Tozasareta Tobira 2003.08–2004.02) - 35. "The Key, April 2004" (яп. 鍵 2004.04, Kagi 2004.04) |

| - 36. "Starting Point, May 2005" (яп. 始まりの地点 2005.05, Hajimari no Chiten 2005.05) - 37. "Footsteps, July 2005" (яп. 足音 2005.07, Ashioto 2005.07) - 38. "Courage, August 2005" (яп. 勇気 2005.08, Yūki 2005.08) | - 39. "Airi, August 2005" (яп. 愛梨 2005.08, Airi 2005.08) - 40. "The Anticipated Future, August 2005" (яп. 待ち焦がれた未来 2005.08, Machikogareta Mirai 2005.08) |

| - 41. "I've Kept You Waiting, August 2005" (яп. 待たせたね 2005.08, Mataseta ne 2005.08) - 42. "Target, August 2005" (яп. 目標 2005.08, Mokuhyō 2005.08) | - 43. "Confession, August 2005" (яп. 告白 2005.08, Kokuhaku 2005.08) - 44. "The Town Without Me, January 2012" (яп. 僕だけがいない街 2012.01, Boku dake ga Inai Machi 2012.01) |

### Аніме
Телевізійна аніме-адаптація була створена студією A-1 Pictures і транслювалася на програмному блоці Noitamina телемережі Fuji TV з 8 січня до 25 березня 2016 року та одночасно на Crunchyroll, Daisuki, Funimation і AnimeLab. Режисер — Томохіко Іто, сценарист — Таку Кішімото, дизайн персонажів — Кейґо Сасакі. Опенінг — пісня «Re:Re:» гурту Asian Kung-Fu Generation, ендинг — пісня «Sore wa Chiisana Hikari no Youna» (яп. それは小さな光のような) у виконанні співачки Саюрі. Серіал ліцензований у Північній Америці компанією Aniplex of America, в Австралії — Madman Entertainment, у Великій Британії — Anime Limited. Серіал демонструвався одночасно в деяких країнах Південно-Східної Азії з англійськими субтитрами на Aniplus Asia і є доступним онлайн з англійськими субтитрами на вебплатформі Iflix у Малайзії, Таїланді, Філіппінах, Індонезії, Шрі-Ланці та Брунеї.

### Список серій
| №  | Назва               | Режисер         | Сценарист     | Дата оригінального виходу | Джерела |
| -- | ------------------- | --------------- | ------------- | ------------------------- | ------- |
| 1  | «Sōmatō» (走馬灯)   | Томохіко Іто    | Таку Кішімото | 8 січня 2016              | [ 33 ]  |
| 2  | «Tenohira» (掌)     | Тошімаса Ішій   | Таку Кішімото | 15 січня 2016             | [ 34 ]  |
| 3  | «Aza» (痣)          | Такахіро Шікама | Ютака Ясунаґа | 22 січня 2016             | [ 35 ]  |
| 4  | «Tassei» (達成)     | Шін'я Ватада    | Таку Кішімото | 29 січня 2016             | [ 36 ]  |
| 5  | «Tōbō» (逃亡)       | Макото Хошіно   | Таку Кішімото | 5 лютого 2016             | [ 37 ]  |
| 6  | «Shinigami» (死神)  | Дайкі Морі      | Таку Кішімото | 12 лютого 2016            | [ 38 ]  |
| 7  | «Bōsō» (暴走)       | Тошімаса Ішій   | Ютака Ясунаґа | 19 лютого 2016            | [ 39 ]  |
| 8  | «Rasen» (螺旋)      | Косая           | Ютака Ясунаґа | 26 лютого 2016            | [ 40 ]  |
| 9  | «Shūmaku» (終幕)    | Томохіко Іто    | Таку Кішімото | 4 березня 2016            | [ 41 ]  |
| 10 | «Kanki» (歓喜)      | Такахіро Шікама | Таку Кішімото | 11 березня 2016           | [ 42 ]  |
| 11 | «Mirai» (未来)      | Макото Хошіно   | Таку Кішімото | 18 березня 2016           | [ 43 ]  |
| 12 | «Takaramono» (宝物) | Тошімаса Ішій   | Таку Кішімото | 25 березня 2016           | [ 44 ]  |

### Ігрові фільми
19 березня 2016 року в кінотеатрах Японії вийшов ігровий фільм «Boku Dake ga Inai Machi», у якому Тацуя Фуджівара зіграв роль Сатору Фуджімури. Тематичною композицією фільму є пісня «Hear ~Shinjiaeta Akashi~» (яп. Hear 〜信じあえた証〜) у виконанні Чісе Канни.
У березні 2017 року компанія Netflix оголосила про екранізацію манґи у вигляді ігрового серіалу, створеного спільно з компанією Kansai TV. 1-й сезон вийшов 15 грудня 2017 року онлайн. Вебдрама, на відміну від аніме-серіалу та ігрового фільму, була створена таким чином, щоб якомога точніше відповідати оригінальній манзі. Юкі Фурукава зіграв 29-річного Сатору Фуджінуму, Рео Учікава — Сатору в дитинстві, Міо Юкі — Айрі.

### Роман
Спін-оф роман під назвою Boku Dake ga Inai Machi: Another Record був написаний Хаджіме Ніномае і видавався в щомісячному цифровому журналі романів Bungei Kadokawa компанії Kadokawa з листопада 2015 року до березня 2016 року. 30 березня 2016 року глави роману видано єдиним томом.

## Сприйняття
4-й том манґи посів 12-е місце у щотижневому чарті манґи компанії Oricon і, станом на 15 червня 2014 року, був проданий у кількості 73 983 копій.
Манґа посіла шістнадцяте місце в рейтингу топ-20 манґ 2014 Kono Manga ga Sugoi! на основі опитування читачів-чоловіків. Її було номіновано на читацьку нагороду 18-ї культурної премію імені Осаму Тедзуки. Крім того, манґа була номінована на 7-у премію Манґа Тайшьо, здобувши 82 балів і посівши 2-е місце серед десяти номінованих робіт. Boku dake ga Inai Machi була також номінована на 8-у премію Манґа Тайшьо.
Персонал вебсайту manga-news.com поставив французькому виданню манґи оцінку 17,33 з 20.